# SACRA (民族風音楽バンド)
SACRA（サクラ）は、1989年に北海道札幌市で結成した日本の男女3人組の民族風音楽バンド。1991年にSony Recordsからメジャー・デビューし、同年解散。

なお、同名表記である愛知県名古屋市出身で、1999年結成の音楽バンドsacraとは無関係。

## メンバー
- 小畑香（おばた・かおり）、北海道出身。
  - ボーカル
- 小松﨑健（こまつざき・けんじ） 、1959年生まれ、東京都足立区出身[1]。
  - ハンマー・ダルシマー
- 高橋裕（たかはし・ゆたか）、1955年7月5日生まれ[2]、北海道出身。通称「チャーリー高橋」。
  - ギター、作詩、作曲、編曲。

## 略歴
札幌の別のバンドで歌っていた小畑の知人が、1980年代中頃から札幌で音楽活動をしていた高橋に小畑を紹介し、ギターと歌で「チャーリー高橋&小畑香」として活動。高橋が、ケルティックアンサンブルグループ「HARD TO FIND」で活動していた小松﨑を誘い1989年に参加し「チャーリー高橋&小畑香 with 小松﨑健」となる。
デモテープ用に自主制作のカセットテープを作る際、名前が長すぎるということで、宗教用語の「サクラメント」から取って、高橋が「SACRA」と命名。
1991年9月1日、唯一のアルバムである「ついのすみか」でSony Recordsからデビューするが、その後すぐに解散。
解散後、Sony Music Shop オーダーメイドファクトリーで商品化の条件である100枚の予約が集まったことから、デジタルリマスターを施し、ブルースペックCD2仕様で2016年3月11日に再発された。

## 音楽性
楽曲は、中国各地、韓国、インドネシアなど、アジア各地の民謡の旋律に高橋が詞を付けたものと、そこからインスパイアされたのであろうオリジナル曲が混在している（日本古謡「さくら　さくら」を除く）。
民謡も「中国や韓国の民謡をそのまま演奏しているのではなく、むこうで編曲されたものを、日本にも受け入れられるように変えて演奏」しており、歌詩も原曲の翻訳ではなく高橋による多彩で物語性の高い日本語詩のため、独自性が高い。
オリジナル曲も、アジアの地名が曲名や曲中に出てきたり、多くの曲が東洋的なテイストではあるが、特定の国や地方の音楽を真似たというものではなく、獏とした「アジア的」なものである。
そこに、珍しく、特徴的な音色の小松﨑のハンマー・ダルシマー、高橋のギターと、小畑の澄んだ伸びやかな美しい歌声が相まって、さらに熟練のオーケストラの演奏が加わり、「アジア的旋律に乗って摩訶不思議な世界」、「洋楽発の既成の音楽にない、日本的なオリエンタルな空気」と評される、独創的で特異な世界観やサウンドとなっている。
高橋は、本作のアプローチについて「僕らが北海道生まれということに関連して、日本的な美的感覚、日本の伝統的な音楽って全く欠落してるんですね。それを勉強する際に、直接勉強するのもありますけど、たとえば朝鮮とか中国に行ってみると、そこで初めて自分の日本人らしさっていうのがよくわかるんですよ。だから今やってるのは換骨奪胎というか、近くの外国を見ると自分がよくわかるっていうんですかね、そういうことですね。自分自体がどういうものか、知りたいような気がするんでそれで近隣のアジアのものをやってみると、そういう差が出てきて"あっ私は日本人なんだな"って思える、そういう感じの音楽なんですね。（中略）やっぱり日本人というのはいろんな文化があって、それを加工したり、組み合わせたりしていくことに関して非常に長けてるんですね。オリジナリティと言えるかどうかわからないですけど、僕たちの音楽というのは、朝鮮のものや中国のものを使っていろんなふうにアレンジして使ってて、それは日本の文化そのものなんですよね。方法的にも古典的だなと思いますね。」「日本人って何なのか。それを再発見するためにも、いま東アジアの音楽を採り入れることが面白い、と感じた。アルバム名『ついのすみか』にも、日本人のアイデンティティーを問う意味が込められているんです。」と述べている。
大瀧詠一は分母分子論において「明治以来、日本の音楽の歴史はすべて洋楽（世界史）からの輸入だった。」と述べているが、洋楽は欧米やロシアの西洋音楽のみを指しており、高橋の東アジアの音楽から日本の音楽を再発見するアプローチは独自性が高い。日本において、例えばディック・リーや女子十二楽坊のようなエキゾチックなサウンドが注目されたり、1990年代以降の韓国のK-POPの隆盛もある中、それでも25年弱を経てなお再発に至ったことは、その証左ではなかろうか。

## 作品

### アルバム
| #             | 発売日       | タイトル     | 収録曲 | 規格                                    | 発売元・品番 | 備考                                                                                               |
| ------------- | ------------ | ------------ | --- | --------------------------------------- | --- | -------------------------------------------------------------------------------------------------- |
|               | 1991年9月1日 | ついのすみか | 1. 南冥行 - 作曲：高橋裕 2. 蘭の舟 - スンダ民謡 作詩：高橋裕 3. ケシの花 - 作詩・作曲：高橋裕 4. ナーダムがやってきた - 作曲：SACRA 5. 馬車夫の恋 - 新疆民謡 作詩：高橋裕 6. お姫さま - 安徽民謡 作詩：高橋裕 7. ふらり - 四川民謡 作詩：高橋裕 8. 春来ませり - 広東民謡 作詩：高橋裕 9. ガブリエルのラッパ - 作詩・作曲：高橋裕 10. チベット・ワルツ - 作詩・作曲：高橋裕 11. 夢の秘密 - 作詩・作曲：高橋裕 12. 雲南の風 - 作詩・作曲：高橋裕 13. 基隆（キールン）で - 作詩・作曲：高橋裕 14. さくらさくら - 日本古謡 15. トラジ - 韓国民謡 作詩：高橋裕 16. わーい - 作詩・作曲：高橋裕 | CD                                      | Sony Records SRCL 2131 | 1～3はメドレー、5～8は「中国民謡メドレー」として、それぞれワントラックにされ、全11曲となっている。 |
| 2016年3月11日 | Blu-spec CD2 | ついのすみか | 1. 南冥行 - 作曲：高橋裕 2. 蘭の舟 - スンダ民謡 作詩：高橋裕 3. ケシの花 - 作詩・作曲：高橋裕 4. ナーダムがやってきた - 作曲：SACRA 5. 馬車夫の恋 - 新疆民謡 作詩：高橋裕 6. お姫さま - 安徽民謡 作詩：高橋裕 7. ふらり - 四川民謡 作詩：高橋裕 8. 春来ませり - 広東民謡 作詩：高橋裕 9. ガブリエルのラッパ - 作詩・作曲：高橋裕 10. チベット・ワルツ - 作詩・作曲：高橋裕 11. 夢の秘密 - 作詩・作曲：高橋裕 12. 雲南の風 - 作詩・作曲：高橋裕 13. 基隆（キールン）で - 作詩・作曲：高橋裕 14. さくらさくら - 日本古謡 15. トラジ - 韓国民謡 作詩：高橋裕 16. わーい - 作詩・作曲：高橋裕 | ソニー・ミュージックダイレクト DQCL 585 | デジタルリマスター盤 オリジナル盤ではメドレーでワントラックになっていた曲がトラック分けされ、全16曲となっている。但し、聴感上の差異は無い。 メンバー3人からの再発に当たってのメッセージのリーフレット封入。 当時のフィルム、オリジナル素材が無く、現物をスキャンしたため、オリジナルジャケットの金色は再現されていない。 | |

## アルバム「ついのすみか」
基本的な歌と演奏は、北海道札幌市のザ・ルーテルホールでメンバー3人（曲により2人）だけで一発録りした。そこに、東京のソニー・ミュージック信濃町スタジオで録音したオーケストラの演奏を加えている。オーケストラの編曲は奥慶一による。オーケストラのメンバーは下記の通り。
- ストリングス：加藤ストリングス、篠崎ストリングス
- ウッドベース：安東章夫、加瀬達
- アコーディオン：小林靖宏
- フルート：相馬充、湯本洋司、木津芳夫
- オーボエ：石橋雅一、川村正明
- クラリネット：恩智聡子、木村健雄
- バスクラリネット：品川政治
- ホルン：山田栄重、丸山勉
- ラテンパーカッション：鳴島英治
- ハープ：朝川朋之
- ドラムス：渡嘉敷祐一
- パーカッション：春名禎子
- コーラス：比山貴咏史、木戸泰弘
- トランペット：荒木敏男、小林正弘、河東伸夫
- トロンボーン：清岡太郎、井口秀夫、岡田澄雄
- チャンゴ（杖鼓）：宮崎節子

桜咲く天界に遊ぶ児らを思わせる、浅沼テイジによるジャケットの東洋風で絵巻物のような美しいイラストも、楽曲との親和性が高く印象深い。ブックレット内のイラストも、単色だが美しい。再発盤では、事情によりオリジナルのジャケットの金色が再現されていない。

## 批評
麻生香太郎は「1度耳にしたら忘れられない素敵なVOCAL。どこか懐かしいアジア的なメロディ。（中略）韓国や台湾民謡をフィーチャー、東洋的な音色といえばいいのだろうかニューアコースティックとも童謡ともとれない不思議な音楽を聴かせてくれる。」と評した。
菅岳彦は「小畑香のヴォーカル（この人はとっても声がきれい）をフィーチャーして、日本、中国、韓国などの民謡と、そして一種のフェイクとして作られたオリジナルが一体となった彼らの世界が、実際には未体験の架空の子供時代にタイムスリップさせてくれる。」と評し、また、「韓国、台湾、中国の民謡を素材にしたオリジナルを聴かせる。歌のおねえさんふうの小畑の澄んだ声と、伴奏に徹した演奏は、異種交配を目指すなんて頭はさらさらない、もっと日常的な感覚を持ったものだ。明るいムードの童歌集っていう軽さはロック・ファン以外に受けそう。」とも評している。
中村よおは本作の再発に際して「アジア各地の民謡に、高橋が詞を付けたものと、そこからインスパイアされたのであろうオリジナル曲が混在するが、そのどれもが美しい。これらを体現するために生まれてきたような小畑の声、小松崎の演奏、ブラス、ストリングスを含むゲストミュージシャンたちの演奏によるサウンドも良いが、何よりずっと長らく歌われてきたアジアの音楽と自身の中から湧き出るものとで、本盤を作り上げた高橋の才能に感嘆する。」と評している。

## 解散後
小畑は音楽活動は行っていないが、小畑が歌った野口観光のテレビCMソングが2023年現在でも北海道でオンエアされている。
小松﨑は札幌を中心に音楽活動を継続している。札幌市北区でスープカレー店「Jack in the box」を38歳まで経営し、今も同店や全国各地でライブを行っている。
2014年の連続テレビ小説「花子とアン」の劇中音楽（梶浦由記作曲）でダルシマーを担当し注目を集めた。
高橋は、東京や札幌を中心に、精力的に音楽活動を継続している。

## その他
「それぞれが本業を持ちながら、あくまでマイペースでやって」いたため、地元でもライブはそれほど多くなく、「とにかく札幌が好きで好きでたまらない」（小松﨑）、「出不精になってしまうくらい札幌は住みよいところ」（小畑）であるため、東京行きもアルバムのトラックダウンの立ち会いと、Sony Recordsのイベントのため下北沢のホールで生演奏を一度しただけであり、メンバーが登場するプロモーション活動は控えめであった。

## タイアップ
| 曲名               | タイアップ                                                                                        |
| ------------------ | ------------------------------------------------------------------------------------------------- |
| わーい             | JR北海道 「ツインクル」キャンペーンCMソング ※インディーズ時代の音源でオーケストラは入っていない。 |
| 雲南の風           | 読売テレビ 「怒涛のくるくるシアター」 テーマ曲                                                    |
| 基隆（キールン）で | HTB 「気分は天気730」 BGM                                                                         |